# Iaco
Na religião e mitologia gregas antigas, Iaco (também Iacos) (em grego:  Ἴακχος, Iakchos) era uma divindade menor, de alguma importância cúltica, particularmente em Atenas e Elêusis em conexão com os mistérios eleusianos, mas sem nenhuma mitologia significativa. Ele talvez tenha se originado como a personificação da exclamação ritual Iacche!, gritada durante a procissão eleusiana de Atenas a Elêusis. Ele era frequentemente identificado com Dioniso, talvez por causa da semelhança dos nomes Iaco e Baco, outro nome para Dionísio. Por vários relatos, ele era filho de Deméter (ou aparentemente seu marido), ou um filho de Perséfone, idêntico a Dioniso Zagreu, ou um filho de Dioniso. 
Durante as guerras greco-persas, quando o interior ático, desertado pelos gregos, estava sendo devastado pelos persas, uma procissão fantasmagórica foi supostamente vista avançando a partir de Elêusis, gritando "Iaco". Este evento milagroso foi interpretado como um sinal da eventual vitória grega na Batalha de Salamina (480 a.C.). Iaco também estava possivelmente envolvido em um mito eleusiano em que a velha Baubo, expondo seus órgãos genitais, animava Deméter, que estava de luto. 

## Culto
Iaco era uma das divindades, junto com Deméter e Kore (Perséfone), adoradas como parte dos Mistérios de Elêusis. O geógrafo do final do século I a.C. Estrabão chamou-o de ἀρχηγέτην ("líder-em-chefe" ou "fundador") "dos mistérios".